# Каюга (порода уток)

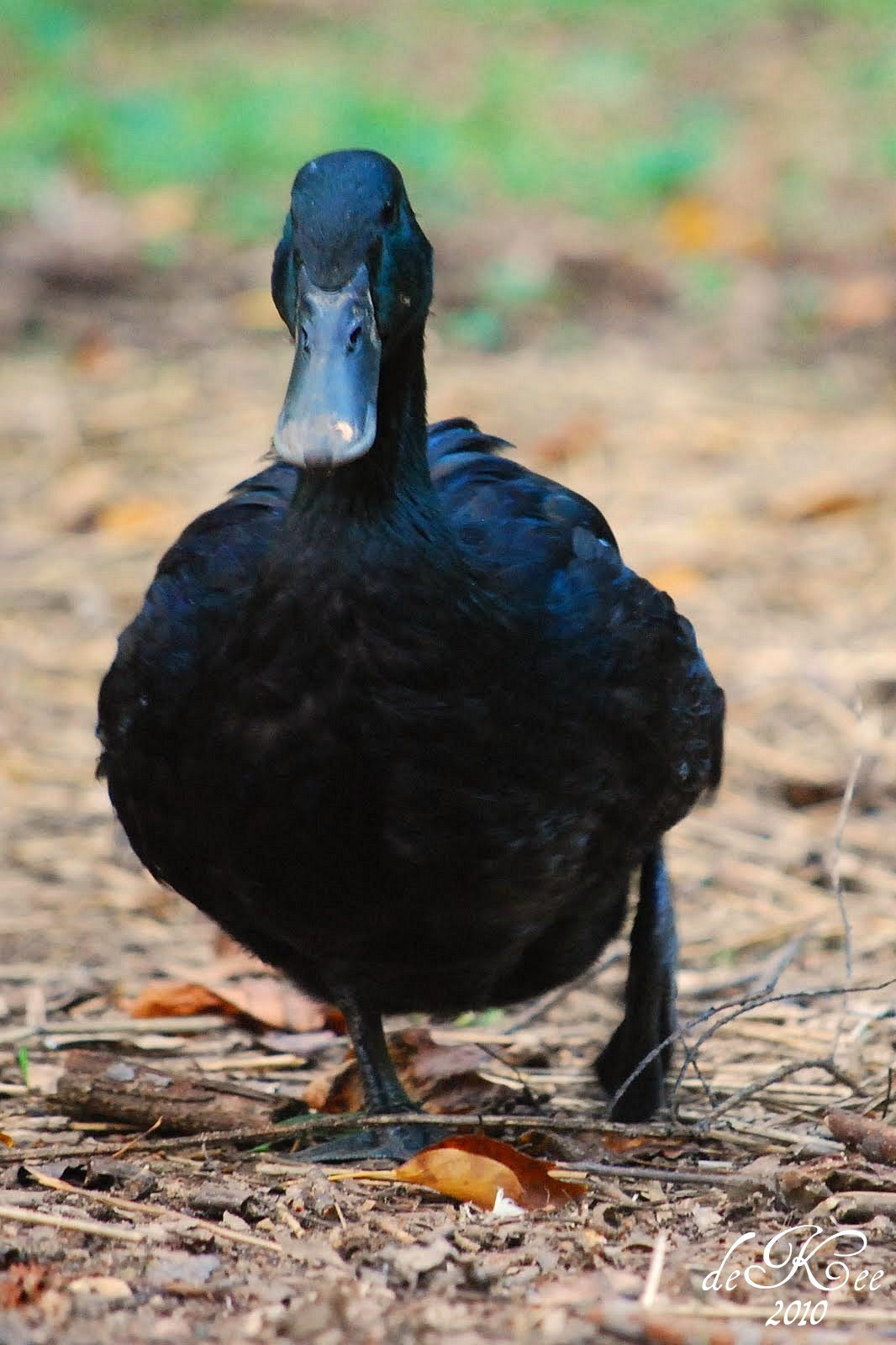
Утка каюга

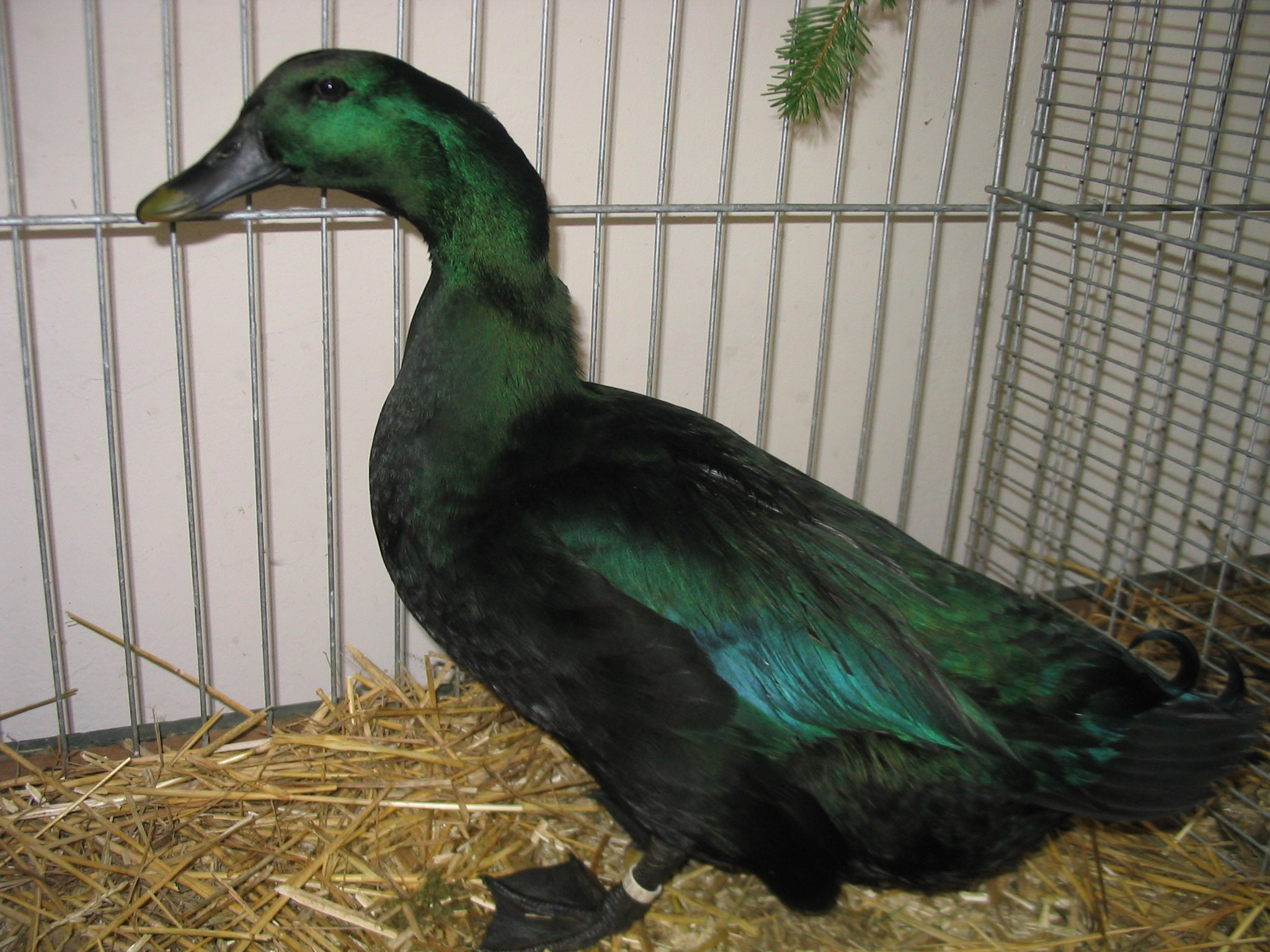
Утка каюга с интенсивно-зелёным отливом оперения.

Каюга (англ. cayuga) — порода домашних уток, родом из США. Поначалу (в 1840-х годах) породу разводили в северной части штата Нью-Йорк[страница не указана 726 дней], позже утка стала известна во всей Новой Англии, а затем и по всей Америке. 
Название дано по названию округа штата Нью-Йорк, где была выведена порода, а округ, в свою очередь, получил название от одного из ирокезских племён, проживавших в этих местах ранее. 
Существующая в США городская легенда о том, что утки породы Каюга происходят не от обыкновенной кряквы, а от американской чёрной кряквы, научного подтверждения не нашла[страница не указана 726 дней]. 
Отличительной особенностью уток данной породы является цвет — переливчато-чёрный («вороново крыло») с интенсивным синим (иногда — интенсивным зелёным) отливом. Размер тела средний. Порода относится к категории мясных, но демонстрирует и хорошую яйценоскость: около 100–150 крупных яиц в год. 
Во второй половине девятнадцатого века каюга постепенно стала основной породой уток, выращивавшихся на мясо в Соединенных Штатах, но, примерно с 1890 года, была быстро вытеснена пекинской породой[страница не указана 726 дней]. На сегодняшний день у себя на родине относится к числу сравнительно редких.
Сегодня в США её чаще разводят в декоративных целях. Из перьев уток этой породы иногда изготавливают рыболовные мушки[страница не указана 726 дней].